# 衛星再訪周期
衛星再訪問周期（えいせいさいほうしゅうき）は、衛星が地球上の同一地点を観測する際の経過時間のことである。衛星の軌道、ターゲットの位置、センサーの観測幅等に依存する。 
「再訪」は、衛星軌道を地表面に投影したグラウンドトレースと関連している。再訪するには、グラウンドトレースを非常に細かく繰り返す必要がある。極軌道や大きく傾斜した低軌道偵察衛星の場合、センサーにはナディアを観測する直下視だけでなく、ターゲットを経度方向（東西または横方向）に見るための可変スワスが必要となる。
イスラエルのEROS(商用地球観測衛星)の場合、グラウンドトレースの繰り返しは15日であるが、実際の再訪問時間は3日である。これは、カメラのペイロードのスワス能力によるものである。